# Lilian Tintori

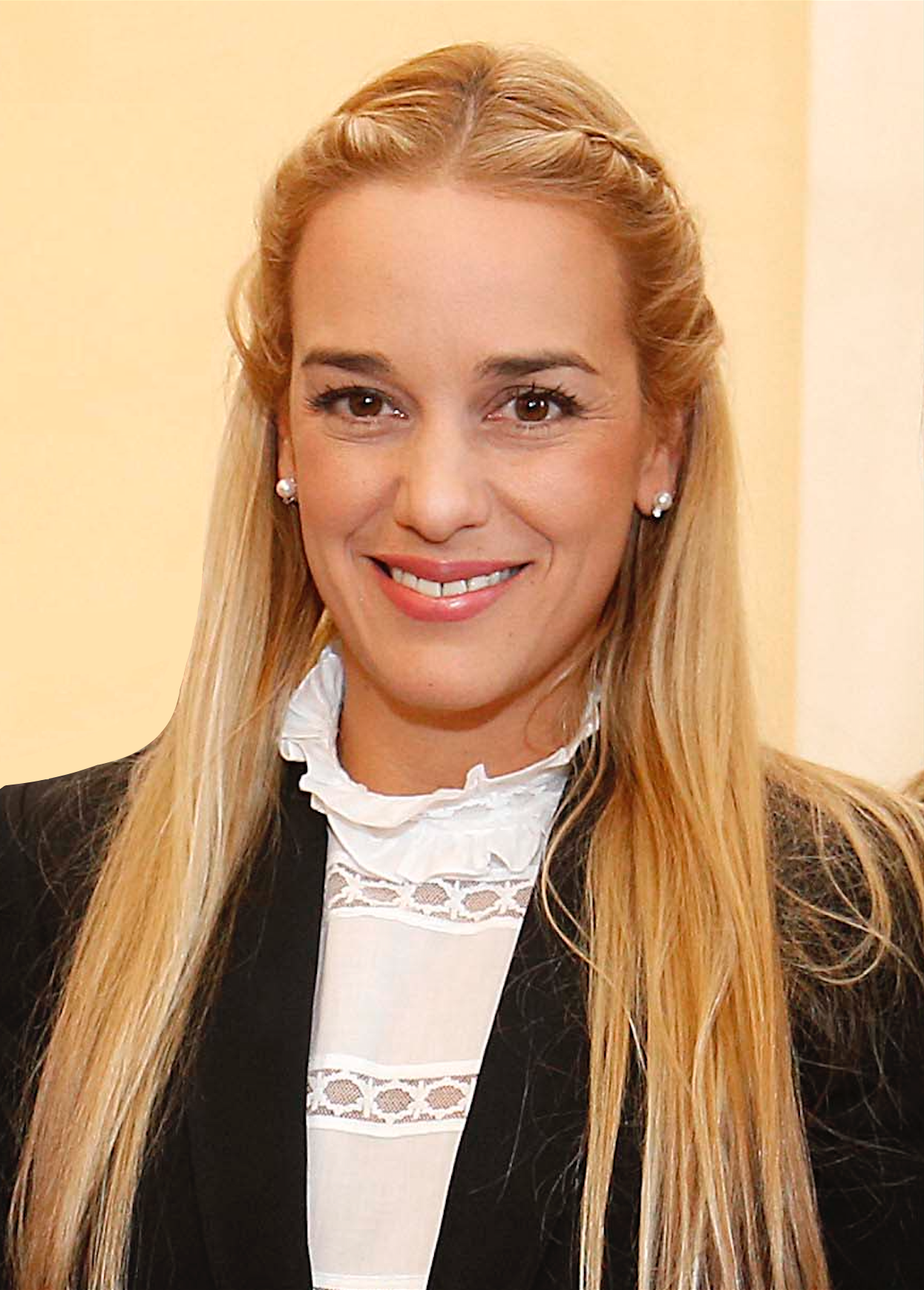
Lilian Tintori im März 2016

Lilian Adriana Tintori Parra (* 5. Mai 1978 in Caracas) ist eine venezolanische Menschenrechtsaktivistin, sowie ehemalige Sportlerin und Moderatorin.
Sie erlangte international mediale und politische Beachtung, nachdem sie, durch die politisch motivierte Verhaftung ihres Ehemanns, dem damaligen führenden Oppositionspolitiker Leopoldo López, während der Proteste in Venezuela im Jahr 2014 zu einer führenden politischen Aktivistin in Venezuela wurde.

## Familie und Bildung
Lilian Tintori, die in Caracas geboren wurde, studierte zum einen an der Merici Academy. Zum anderen studierte sie Vorschulbildung mit Nebenfach in Politischer Kommunikation und schloss dies mit einem Bachelor an der Universidad Católica Andrés Bello. Sie heiratete Leopoldo López im Mai 2007, mit dem sie zusammen eine Tochter (* 2009) und einen Sohn (* 2013) hat.

## Karriere
2001 trat sie erstmals im venezolanischen Fernsehen, im Rahmen ihrer Teilnahme an der Reality-TV-Sendung Robinson: La Gran Aventura, auf. Die Wettbewerbssendung, die hohe Zuschauerquoten verzeichnete, half ihr zu Moderatorenjobs für die Sender RCTV und Televen, sowie zu Radioeinsätzen für La Mega, Hot 94 und Ateneo 100.7. Schließlich war Tintoris Gesicht auch auf Reklametafeln in Venezuela zu sehen.
2003 gewann sie die venezolanische Meisterschaft im Kitesurfen und gründete die Stiftung Prokite, die sich zum Ziel setzte, weniger privilegierte Kitesurfer finanziell durch Sachspenden bzw. Kite-Ausrüstung zu unterstützen.
Tintori ist Botschafter von Socieven Association, einer Vereinigung die auf die Hilfsbedürftigkeit von mit Taubstummenheit betroffenen Menschen aufmerksam machen will.
Sie arbeitete im Rahmen einer Kampagne gegen „Gewalt gegen Frauen“ mit der BFC-Foundation (Stiftung), sowie mit der Menschenrechtsstiftung Young-Foundation zusammen.

### Politischer Aktivismus

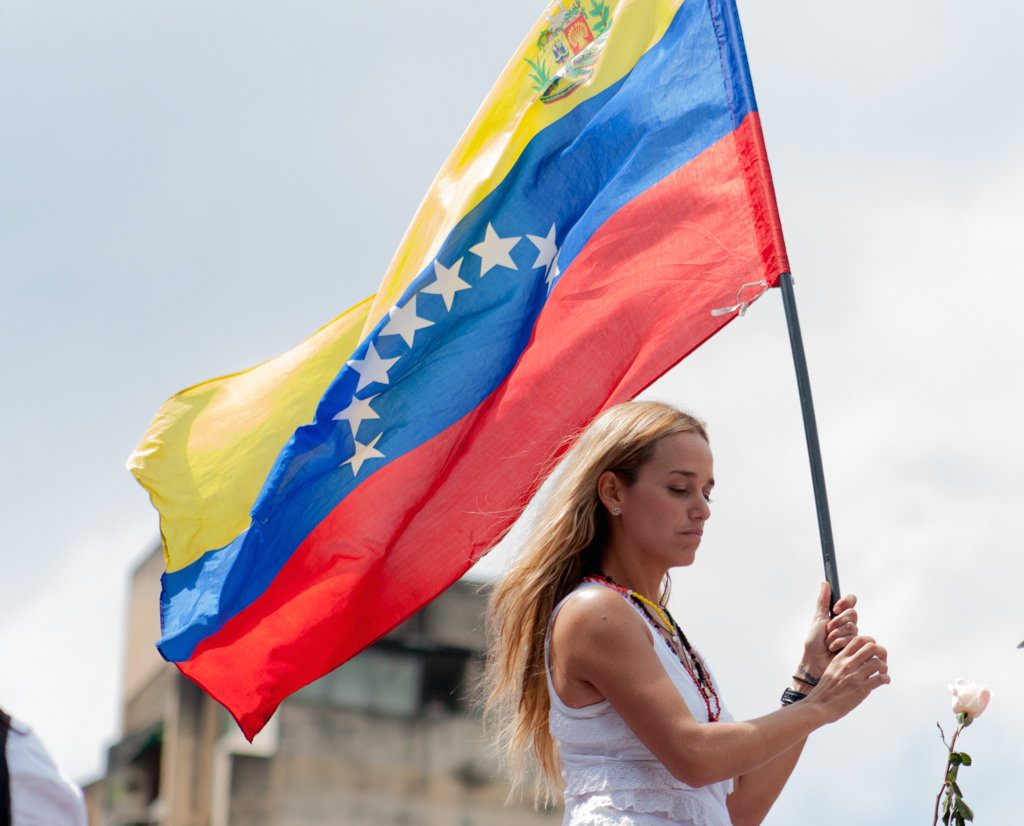
Lilian Tintori bei den Protesten in Venezuela im Jahr 2014

Nach der Verhaftung des Oppositionspolitiker Leopoldo López während der venezolanischen Proteste im Jahr 2014 äußerte sie sich gegenüber der Washington Post, dass sie selbst keine politische Karriere anstrebe. Gegenüber The Atlantic gab sie an, sie sei Menschenrechtsaktivistin, Venezolanerin, Mutter und selbst ebenfalls Opfer und sei deswegen nah an den (vielen anderen) Opfern ihres Landes. Im Interview mit The Atlantic erzählt sie von menschenunwürdigen Haftbedingungen ihres Mannes, der mit Fäkalien beschmiert werde und weiterer Folter im Gefängnis ausgesetzt sei. Des Weiteren wurde sie bei Besuchen ihres Mannes im Gefängnis im Intimbereich untersucht.
Sie traf sich mit dem damaligen US-amerikanischen Vizepräsidenten Joe Biden, dem damaligen spanischen Ministerpräsidenten Mariano Rajoy und Papst Franziskus, um die Freilassung ihres Mannes und anderer politischer Häftlinge aus der Gefangenschaft in Venezuela zu erwirken. Außerdem traf sie die damaligen Staatschefs von Chile, Sebastian Pinera und Kolumbien, Andres Pastrana.
Nicolás Maduro bezeichnete ihre Kampagne als Terrorismus, der zu neutralisieren sei.
Am 5. August 2017 wurde die gegen ihren Mann im Jahr 2015 verhängte Freiheitsstrafe von 13 Jahren in Hausarrest umgewandelt.
Am 29. August 2017 fand die venezolanische Polizei Bolivar im Wert 10.000 US-Dollar in Tintoris Auto und die Regierung verhängte ein Ausreiseverbot gegen sie. Sie gab daraufhin bekannt, dass das Geld von ihr sei und der Staat zu verhindern versuche, dass sie sich in Europa mit Politikern treffe. Am 2. September 2017 wurde ihr die Ausreise nach Europa zu einem Treffen mit Emmanuel Macron, der ihr im Nachhinein Unterstützung zusicherte, verwehrt.
Nachdem ihr Mann Leopoldo López in Folge der venezolanischen Entwicklung im April 2019 von regimekritischen Soldaten des Inlandgeheimdienstes Sebin aus dem Hausarrest befreit worden war, begab sie sich am 30. April zusammen mit López und den gemeinsamen Kindern zuerst als Gast in die Chilenische Botschaft und von dort in die Spanische Botschaft.

## Auszeichnungen
- 2003 – Venezolanischer Meister im Kitesurfing[3]
- 2014 – Ehrung für die Dienste um Freiheit und Demokratie (Verleihung auf der sechsten Welttagung der politische Kommunikation in Mexico: „Für ihren Kampf für Menschenrechte und Demokratie in Venezuela und Lateinamerika“.[15])
- 2017 – Palabra Preis, von der spanischen Vereinigung der Journalistenverbände, in Anerkennung für ihre Arbeit für Demokratie und Frieden.[16]